# Однолітки
«Однолітки» (рос. «Сверстницы») — радянський художній фільм-мелодрама 1959 року, режисера Василя Ординського. Перша (епізодична) роль у кіно Володимира Висоцького.

## Сюжет
Три нерозлучні подруги-однокласниці, Світлана, Тетяна і Кіра, закінчили школу. Скромна Тетяна вступила на лікувальний факультет медичного інституту, красуню Кіру взяли на акторський факультет театрального училища, а пустотливій Світлані не вдалося вступити до вишу, про що вона боїться розповісти подругам. Девіз Світлани: жити в своє задоволення, жити коштом інших, знехтувавши всі зобов'язання. Щодня Світа іде нібито на навчання, але насправді проводить час у сумнівних компаніях. Проте товариський суд і несподівана смерть батька змушують її покинути рідну домівку й почати самостійне життя. А кохання до молодого майстра годинникового заводу змушує дівчину переглянути свої погляди на життя…

## У ролях
- Лідія Федосєєва-Шукшина — Таня
- Людмила Крилова — Світа
- Маргарита Кошелєва — Кіра
- Володимир Костін — Василь
- Всеволод Сафонов — Аркадій
- Кирило Столяров — Юрочка
- Володимир Корецький — Гліб
- Микола Лебедєв — батько Світи
- Сергій Вечєслов — Олексій Аркадійович, професор
- Гарен Жуковська — мама Кіри
- Микола Бубнов — батько Кіри
- Олександра Панова — тітка Світлани
- Едуард Бредун — секретар райкому
- Іван Кузнецов — Вєткін
- Клавдія Блохіна — Оля Аксьонова, студентка театрального училища
- Любов Студнєва — мати Гліба
- Микола Сморчков — Анікін, студент театрального училища
- Микола Чистяков — сусід Тані
- Володимир Висоцький — Петя (немає в титрах)
- Олександр Дем'яненко — фотограф (немає в титрах)
- Анна Заржицька — працівниця на годинному конвеєрі (немає в титрах)
- Валентина Хмара — однокурсниця Тані (немає в титрах)
- Віра Майорова — епізод (немає в титрах)
- Галина Самохіна — Люся, наставниця Світи на годинниковому заводі (немає в титрах)

Вокал
- Михайло Новохіжин — вокал, «Лірична пісня» (муз. Веніамін Баснер; сл. В. Попов)

## Знімальна група
- Сценарій: Алла Бєлякова
- Режисер:  Василь Ординський
- Оператор:  Ігор Слабневич
- Художники:  Борис Чеботарьов,  Фелікс Ясюкевич
- Композитор:  Веніамін Баснер
- Текст пісень: В. Попова
- Звукооператор:  Євген Кашкевич
- Ескізи костюмів: П. Пінкісевич
- Гримерів: Б. Вікентьєв, Г. Садофьєва
- Монтажер: Н. Анікіна
- Комбіновані зйомки: А. Прієзжев
- Редактор: Г. Грошев
- Директор фільму:  Макс Гершенгорін
- Естрадно-симфонічний оркестр Всесоюзного радіо і телебачення
  - Диригент:  Юрій Силантьєв